# Sydslesvigs Danske Kunstforening
Sydslesvigs danske Kunstforening (SdK) er en forening i Sydslesvig, som har til formål at øge kendskabet til kunst, især dansk og nordisk, gennem udstillinger, foredrag og møder. Kunstforeningen  blev stiftet  i 1952 i Flensborg. Den har hjemsted på Flensborg Bibliotek i Flensborg. Den er tilsluttet Sydslesvigsk Forening.  Kunstforeningen er desuden medlem af Sammenslutningen af danske Kunstforeninger.

## Kunst i Sydslesvig
Den mangeårige lærer på Duborg-Skolen Poul Svensson var initiativtager til grundlæggelsen af kunstforeningen. Han oprettede ligeledes De Unges Kunstkreds i 1974 og et forlag af samme navn i 1980. 